# 조불
조불(祖弗, ?~?)은 고구려의 관리이다.

## 생애
고구려 봉상왕이 폭정을 일삼자 훈강(비류수) 강가에 있던 왕족 을불을 찾아 그를 설득해 국상 창조리에게 데려갔으며, 이후 창조리는 정변을 일으켜 봉상왕을 폐위시키고 을불에게 옥새와 인수를 바치며 왕위에 오르게 했다.